# 静岡站前地下街爆炸事故
静岡站前地下街爆炸事故（日语：静岡駅前地下街爆発事故），為1980年（昭和55年）8月16日，發生於日本静岡縣静岡市，國鐵静岡車站地下街的一宗營業店家火災事故燒壞瓦斯管路，瓦斯洩漏造成氣爆事件。

## 關聯條目
- 高雄地下街 - 位於台灣高雄一座地下商場，1989年（民國78年）12月間發生火災事故。
- 郡山餐飲店瓦斯爆炸事故 - 2020年（令和2年）發生於日本福島縣郡山市瓦斯爆炸事故。